# マグナス・スティフター
マグナス・スティフター（Magnus Stifter、1878年1月23日 - 1943年9月8日）は、オーストリアの俳優。

## 出演作品
- ラジオ将軍
- 紅百合白百合
- オセロ
- ゼノアの騒動
- オリベラの勇将
- 建国の美姫
- ヴェリタス
- 大猛闘王
- 謝肉祭の夢
- 人肉の市